# Kajsa
Kajsa  è un nome proprio di persona svedese femminile.

## Varianti
- Femminili: Kaisa[1], Kaysa[1], Kajza[1], Caisa[1], Cajsa[1][4], Caysa[1], Cayza[1]

### Varianti in altre lingue
- Estone: Kaisa[4]
- Finlandese: Kaisa[4]

## Origine e diffusione
Si tratta di un ipocoristico del nome Caterina, attestato in Svezia a partire dalla metà del XVI secolo (circa dal 1540). 
Il prenome fu popolare fino alla fine degli anni ottanta del XX secolo, quando compariva ancora tra i primi 50 nomi femminili svedesi più diffusi.

## Onomastico
Data l'origine, l'onomastico ricorre lo stesso giorno del nome Caterina. In Svezia, un onomastico laico per le persone che portano questo nome è festeggiato il 2 agosto; Tra il 1986 e il 1992 si festeggiava invece il 15 dicembre.

## Persone
- Kajsa Bergqvist, atleta svedese

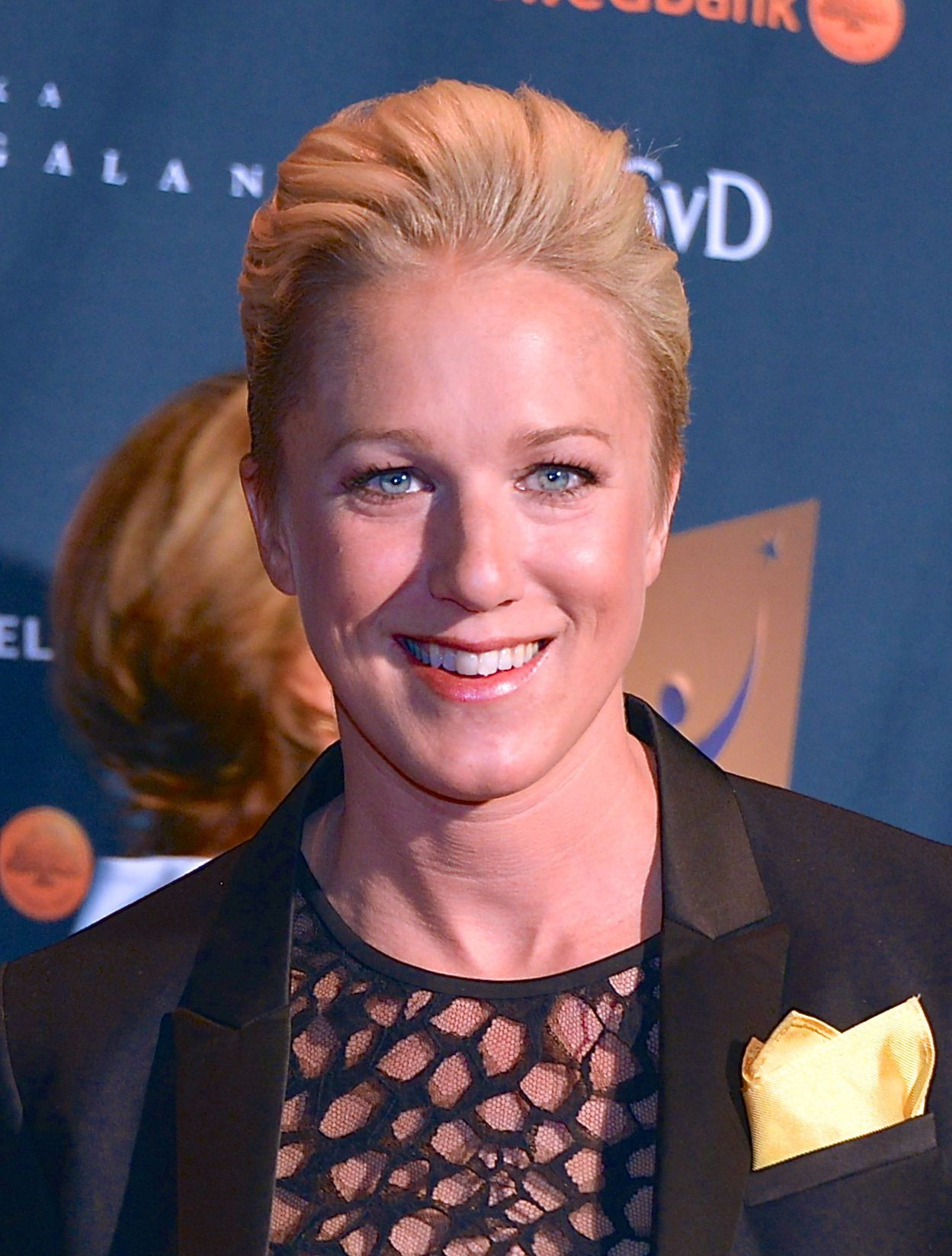
Kajsa Bergqvist

- Kajsa Bergström, giocatrice di curling svedese
- Kajsa Kling, sciatrice alpina svedese

### Variante Kaisa
- Kaisa Mäkäräinen, biatleta e fondista finlandese
- Kaisa Varis, sciatrice di fondo e biatleta finlandese

## Il nome nelle arti
- Kajsa Anka ("Kajsa la papera") è il nome dato dagli svedesi al personaggio disneyano di Paperina[1]
- Kajsa Kavat è un racconto per bambini della scrittrice svedese Astrid Lindgren, raccolto nel libro omonimo e dal quale è stato tratto un omonimo cortometraggio nel 1989[5]